# Mārgown
Mārgown (persiska: مارجان, ماركان, Mārjān, مارگون, Māregūn) är en ort i Iran.   Den ligger i provinsen Kohgiluyeh och Buyer Ahmad, i den centrala delen av landet, 500 km söder om huvudstaden Teheran. Mārgown ligger 2 194 meter över havet och antalet invånare är 2 538.
Terrängen runt Mārgown är kuperad. Runt Mārgown är det ganska tätbefolkat, med 75 invånare per kvadratkilometer. Mārgown är det största samhället i trakten. Omgivningarna runt Mārgown är i huvudsak ett öppet busklandskap.